# 天草市立亀川小学校
天草市立亀川小学校（あまくさしりつ かめかわしょうがっこう）は、熊本県天草市亀場町亀川にある小学校。

## 沿革
- 2012年（平成24年）4月1日 - 亀場小学校、枦宇土小学校、宮地岳小学校を統合し開校。

## 部活動

### 運動部
ソフトボール部・女子バスケット部・女子バレー部・サッカー部があるが、クラブチームとしての活動となっている。ソフトボール部は2012年に九州大会に出場。

### 文化部
吹奏楽部は2021年熊本県吹奏楽コンクールで金賞を受賞。県代表として九州吹奏楽コンクールに出場。

## 学校周辺
- 十万山
- 本渡瀬戸